# Tapinoma inflatiscapus
Tapinoma inflatiscapus (лат.) — вид муравьёв рода тапинома из подсемейства долиходерины (Dolichoderinae). США (Колорадо, Юта). Социальные паразиты в муравейниках Tapinoma sessile; свои рабочие отсутствуют.

## Этимология
У самок T. inflatiscapus усик достигает максимального диаметра между средней точкой и усиковой вставкой к голове, а не после средней точки, как у других Tapinoma. Этот уникальный, диагностический морфологический признак подчёркивается в видовом эпитете, который представляет собой латинское существительное в именительном падеже (inflati — причастие в родительном падеже от inflatus + scapus — существительное в именительном падеже единственного числа).

## Описание
Мелкие муравьи коричневого и желтовато-коричневого цвета (длина самок и самцов около 2 мм; рабочие неизвестны). Социальный паразит в муравейниках Tapinoma sessile, нетерпимый к хозяину инквилин с относительно небольшим числом морфологических адаптаций к паразитическому образу жизни. Самки и самцы инквилина одинаковы по размеру, меньше самок и самцов хозяина и примерно равны по размеру рабочим особям хозяина. И самки, и самцы крылаты и, по-видимому, способны летать. Самки имеют редуцированную формулу щупалец 5, 4, в то время как самцы имеют такую же формулу щупалец (6, 4), как и самцы хозяина. Оба пола T. inflatiscapus легко отличить от всех других североамериканских сородичей по наличию коротких прямых волосков на дорсальной поверхности головы, мезосомальном дорсуме и первом тергите брюшка. Кроме того, усики покрыты коротким, густым, субпрямостоячим опушением и могут иметь один или два прямостоячих волоска на дистальном конце. Наконец, у самок усики достигают максимального диаметра между срединной точкой и усиковой вставкой к голове, а не задней частью срединной точки, как у многих других видов Tapinoma. У самцов 13-сегментные усики (у самок они состоят из 12 члеников). Стебелёк между грудью и брюшком состоит из одного сегмента (петиоль).